# Liste der Baudenkmale in Dollern
In der Liste der Baudenkmale in Dollern sind alle Baudenkmale der niedersächsischen Gemeinde Dollern aufgelistet. Die Quelle der  Baudenkmale ist der Denkmalatlas Niedersachsen. Der Stand der Liste ist der 28. November 2020.

## Allgemein
In den Spalten befinden sich folgende Informationen:
- Lage: die Adresse des Baudenkmales und die geographischen Koordinaten. Kartenansicht, um Koordinaten zu setzen. In der Kartenansicht sind Baudenkmale ohne Koordinaten mit einem roten Marker dargestellt und können in der Karte gesetzt werden. Baudenkmale ohne Bild sind mit einem blauen Marker gekennzeichnet, Baudenkmale mit Bild mit einem grünen Marker.
- Bezeichnung: Bezeichnung des Baudenkmales
- Beschreibung: die Beschreibung des Baudenkmales. Unter § 3 Abs. 2 NDSchG werden Einzeldenkmale und unter § 3 Abs. 3 NDSchG Gruppen baulicher Anlagen und deren Bestandteile ausgewiesen.
- ID: die Objekt-ID des Baudenkmales
- Bild: ein Bild des Baudenkmales, ggf. zusätzlich mit einem Link zu weiteren Fotos des Baudenkmals im Medienarchiv Wikimedia Commons. Wenn man auf das Kamerasymbol klickt, können Fotos zu Baudenkmalen aus dieser Liste hochgeladen werden:

## Dollern

### Gruppe: Hofanlagen Dollern
Die Gruppe hat die ID 30898377. Große Hofanlagen mit giebelständigen Wohn-/Wirtschaftsgebäuden von 1793 und zugehörigen Scheunen reihen sich entlang der Straßen Auf dem Brink und Dorfstraße.

| Lage                                        | Bezeichnung               | Beschreibung | ID       | Bild |
| ------------------------------------------- | ------------------------- | --- | -------- | ---- |
| Hauptstraße 15 53° 32′ 22″ N, 9° 32′ 44″ O  | Wohn-/ Wirtschaftsgebäude | Großes Zweiständerhaus in Fachwerk mit Backsteinausfachung, giebelständig zur Dorfstraße, unter Halbwalmdach in Reetdeckung. Giebelschwelle auf Stichbalken und Knaggen, doppelt geschwungener Torbogen. Errichtet 1793 (i) durch den Meister „FH“. Hofpflasterung südlich Richtung Dorfstraße. | 30904493 |      |
| Hauptstraße 15 53° 32′ 21″ N, 9° 32′ 44″ O  | Hofpflasterung            | Gepflasterte Hoffläche zwischen der Grotdör des Wohn-/Wirtschaftsgebäudes und der Dorfstraße. | 30904582 |      |
| Auf dem Brink 1 53° 32′ 22″ N, 9° 32′ 45″ O | Scheune                   | Zweiständerhaus (Zweithaus) aus Fachwerk, Stallgiebelfront massiv erneuert, Reetdach mit Halbwalm. Wiederverwendeter doppelt geschwungener Torbogen mit Meisterzeichen „FH“ und Jahreszahl „1822“. Errichtet als Scheune zu Hauptstraße 15.                                                     | 30904515 |      |
| Auf dem Brink 4 53° 32′ 20″ N, 9° 32′ 48″ O | Wohn-/ Wirtschaftsgebäude | Großes giebelständiges Zweiständerhaus, unter Satteldach in Reetdeckung, am Wirtschaftsgiebel Halbwalm. Grotdör mit doppelt geschwungenem Holm und inschriftlicher Datierung. Errichtet 1793 (i) durch den Meister „JWB“. Außenwände des Wohnteils größtenteils massiv erneuert.                | 30904214 |      |
| Auf dem Brink 4 53° 32′ 21″ N, 9° 32′ 49″ O | Scheune                   | Nebengebäude aus Fachwerk mit Backsteinausfachung unter Walmdach in Reetdeckung. Errichtet im 19. Jahrhundert. | 30904237 | BW   |
| Dorfstraße 10 53° 32′ 23″ N, 9° 32′ 55″ O   | Wohn-/ Wirtschaftsgebäude | Großes giebelständiges Zweiständerhaus in Fachwerk mit Backsteinausfachung, unter Satteldach mit Reetdeckung, Halbwalm am Wirtschaftsgiebel. Errichtet 1793 (i), um 1850 verlängert. | 30904309 |      |
| Dorfstraße 11 53° 32′ 21″ N, 9° 32′ 51″ O   | Wohn-/ Wirtschaftsgebäude | Großes giebelständiges Zweiständerhaus aus Fachwerk mit Backsteinausfachung, unter reetgedecktem Halbwalmdach. Wohnteil teilweise massiv erneuert. Holm- und Kopfbänder mit Inschriften. Errichtet 1793 (i). In der Nacht zum 6. März 2025 durch Brand zerstört.                                | 30904326 |      |
| Dorfstraße 11 53° 32′ 21″ N, 9° 32′ 50″ O   | Scheune                   | Nebengebäude aus Fachwerk mit Backsteinausfachung unter Walmdach in Reetdeckung. Errichtet im 19. Jahrhundert. In der Nacht zum 6. März 2025 durch Brand zerstört. | 30904346 |      |

### Gruppe: Am Buschteich 1, 2
Die Gruppe hat die ID 30898387. Zwei einander gegenüberliegende Wohn-/Wirtschaftsgebäude der Zeit um 1800, ausgeführt als Zweiständerbauten in Fachwerk mit Backsteinausfachung unter Vollwalmdächern in Reetdeckung.

| Lage                                       | Bezeichnung               | Beschreibung | ID       | Bild |
| ------------------------------------------ | ------------------------- | --- | -------- | ---- |
| Am Buschteich 1 53° 32′ 22″ N, 9° 33′ 2″ O | Wohn-/ Wirtschaftsgebäude | Giebelständiges Zweiständerhaus, Fachwerk mit Backsteinausfachung, unter gewalmtem Reetdach, vollständig als Wohnhaus aus- und umgebaut. Errichtet 1819 (i).                       | 30904173 |      |
| Am Buschteich 2 53° 32′ 20″ N, 9° 33′ 0″ O | Wohn-/ Wirtschaftsgebäude | Giebelständiger Zweiständerbau in Fachwerk mit Backsteinausfachung unter reetgedecktem Walmdach. Großformatige Gefache und Streben beiderseits des Dielentores. Errichtet um 1800. | 30904194 |      |

### Einzelbaudenkmale
| Lage                                       | Bezeichnung               | Beschreibung | ID       | Bild |
| ------------------------------------------ | ------------------------- | --- | -------- | ---- |
| Dorfstraße 2 53° 32′ 15″ N, 9° 32′ 54″ O   | Wohn-/ Wirtschaftsgebäude | Traufständiges Fachwerkgebäude mit Backsteinausfachung, unter Halbwalmdach in Reetdeckung. Engmaschiges Fachwerkraster am Wirtschaftsgiebel. Errichtet als Halbhöfnerstelle in der ersten Hälfte des 19. Jahrhunderts.                                                                                                | 30904255 |      |
| Dorfstraße 6 53° 32′ 18″ N, 9° 32′ 55″ O   | Kapelle (Bauwerk)         | Backsteinanbau an die alte Schule von Dollern. Eingeschossig, traufständig, unter ziegelgedecktem Satteldach, mit Dachreiter. Erbaut 1961. | 30904272 |      |
| Dorfstraße 8 53° 32′ 19″ N, 9° 32′ 54″ O   | Schule                    | Traufständiger Zweiständerbau aus Fachwerk mit Backsteinausfachung, unter reetgedecktem Satteldach. Errichtet als Schule von Dollern zu Beginn des 19. Jahrhunderts. | 30904291 |      |
| Hauptstraße 11 53° 32′ 24″ N, 9° 32′ 42″ O | Wohn-/Wirtschaftsgebäude  | Großes traufständiges Zweiständerhaus in Fachwerk mit Backsteinausfachung, unter reetgedecktem Halbwalmdach. Grotdör leicht außermittig, Giebelschwelle auf Knaggen. Errichtet 1793 (i) nach dem großen Ortsbrand durch den „M[eister] PW“. Seit 1793 wurde hier eine Gastwirtschaft mit separatem Eingang betrieben. | 30904473 |      |
| Heuweg 53° 31′ 59″ N, 9° 33′ 19″ O         | Heuweg                    | Heuweg, gepflasterte Gemeindestraße in der südlichen Feldmark. Die gradlinige Straße stammt wohl aus der Zeit der Verkoppelung. Das Pflastermaterial, Feldsteine, war bis vor wenigen Jahrzehnten für die Geest typisch.                                                                                              | 30904533 |      |